# Youth on Parade
Youth on Parade ist eine US-amerikanische Musikkomödie von Albert S. Rogell aus dem Jahr 1942. Das im Film gesungene Lied I’ve Heard That Song Before war für einen Oscar nominiert.

## Handlung
Gerald Payne ist Professor für Psychologie und unterrichtet am Cotchatoontamee College. Als er ein Experiment startet, in dem er all seinen Schülern eine Zahl zuordnet, die er nun statt des Namens nutzt, führt das zu Irritationen. Paynes System zielt darauf ab, Bevorzugung, die mit dem Namen verbunden sein könnte, zu verhindern. Vorbereitung und Ausführung sind mit harter Arbeit und Einschränkungen verbunden, sodass die Studentinnen beschließen, Payne auszutricksen, indem sie eine falsche Studentin erschaffen. So wird die Nummer 79 kreiert, ausgestattet mit den nötigen Papieren und während der Semester erhaltener akademischer Auszeichnungen. Die Schüler haben der 79 den Namen Patty Flynn gegeben. Bei einer von Sally Carlyle geleiteten Schulversammlung soll Nummer 79 eine Auszeichnung erhalten. Die Schüler kichern schon voller Vorfreude und bemerken nicht, dass sie von Paynes Sekretärin Agatha Frost belauscht werden. Agatha, die von den Schülern „Frosty“ getauft worden ist, erzählt den Mädchen, dass Payne entlassen werde aber auch sie einen Schulverweis erhalten würden, wenn ihr Plan an höherer Stelle bekannt werde.
Sally, inzwischen eingeweiht, ruft ihren Kommilitonen Bingo Brown an, der die Musik für eine bevorstehende Schulshow komponiert, und bittet ihn, jemanden zu engagieren, der Patty, die Nr. 79, spielen könne. Bingo fragt daraufhin Betty Reilly, die als Sängerin Karriere machen möchte, bekommt jedoch erst einmal eine Absage, trotz seiner Ankündigung, dass Max Hillman, Produzent am Broadway, der Aufführung beiwohnen werde. Die junge Frau ändert ihre Meinung jedoch, als ihr schusseliger Bruder Eddie und dessen Freund Nick ihr enthüllen, dass sie sich ein Reitpferd „ausgeliehen“ hätten, das sie unter ihrem Namen in einem Rennen laufen lassen haben, und dass sie bereits von der Polizei gesucht werde.
Betty sieht den Job im College als Gelegenheit, sich erst einmal zu verstecken. Sie kommt genau im richtigen Moment, um den Preis für Patty Flynn in Empfang zu nehmen. Payne ist einigermaßen erstaunt über Betty Rede und über ihre Art, zu sprechen. Betty passt sich der Farce an und überzeugt Payne, dass sie aufgrund seines experimentellen Versuchs so überlastet sei, dass ihre Nerven verrückt spielen würden. Sie erzählt ihm, dass die anderen Schüler ein ähnliches Schicksal erwarte, wenn es so weitergehe. Geschickt versteht sie es zu arrangieren, dass ihr Alter Ego Sally sich mit Payne zum Tanzen trifft und bei Proben zur Schulshow, in der sie einen Kuss austauschen müssen, stellen beide fest, dass sie ineinander verliebt sind.
Eddys Ankunft macht jedoch alles zunichte, denn als er von der Polizei geschnappt wird, offenbart er Payne, zu dem man ihn gebracht hat, Bettys wahre Identität. Payne reagiert enttäuscht, tritt aber zurück, um die Jugendlichen zu schützen, jedoch ohne den Dekan Andrew Wharton einzuweihen. Payne bricht auch mit Sally und geht mit seinen Studenten hart ins Gericht, wirft ihnen Einmischung vor und erzählt ihnen, dass sie auf dem College bleiben müssten, denn Wissen diene ihrem Land genauso wie der Dienst beim Militär.
Die zerknirschten Studenten gestehen Dekan Wharton daraufhin alles, der sich bereit erklärt, Payne wieder einzusetzen. Er verbietet ihnen jedoch, die geplante Show durchzuführen. Payne und „Frosty“ geben aber nicht so leicht auf und versuchen Wharton abzulenken, damit die Show doch noch aufgeführt werden kann. Als der Dekan Musik hört und dazwischentreten will, als er hört wie die Kinder singen You Got to Study, Buddy, womit sie die Zustimmung von zwei Militärbeamten erreichen, die der Aufführung beiwohnen, signalisiert er seine Zustimmung. Payne und Sally versöhnen sich und Betty hat ihren lang herbeigesehnten Erfolg.

## Produktion

### Produktionsnotizen
Die Dreharbeiten erstreckten sich über den Zeitraum 29. Juni bis Ende Juli 1942, zusätzliche Szenen wurden am 2. September 1942 gedreht.
Der Film hatte mehrere Arbeitstitel wie Broadway Goes to College, Say It with Music und Chatterbox. Laut einer Notiz im Hollywood Reporter vom 22. Januar 1942 war Mary Lee ursprünglich für die Hauptrolle vorgesehen, weitere Jugendliche unter 18 Jahren standen ebenfalls auf der Besetzungsliste. Martha O’Driscoll und Charlie Smith wurden für den Film von Paramount Pictures ausgeliehen.

### Soundtrack
Bei allen Songs → Musik: Jule Styne, Text: Sammy Cahn
- I’ve Heard That Song Before,
  - Vortrag: Martha O’Driscoll, synchronisiert durch Margaret Whiting[2]
- You’re So Good to Me
- If It's Love
- Mad
- Cotcha Too Ta Me
- You Got to Study, Buddy

### Veröffentlichung
Youth on Parade hatte am 24. Oktober 1942 Premiere in den USA. Am 15. Januar 1944 wurde der Film in Mexiko unter dem Titel Mujeres del futuro veröffentlicht und am 26. April 1954 unter dem Titel Vitória da Mocidade in Portugal.

## Auszeichnungen
Jule Styne (Musik) und Sammy Cahn (Text) waren auf der Oscarverleihung 1943 mit ihrem Song I’ve Heard That Song Before aus dem Film in der Kategorie „Bester Song“ für einen Oscar nominiert, der jedoch an Irving Berlin und das Weihnachtslied White Christmas aus dem Tanzfilm Musik, Musik ging.